# Tangsjöarna (Särna socken, Dalarna, 683022-133716)
Tangsjöarna är en sjö i Älvdalens kommun i Dalarna och ingår i Dalälvens huvudavrinningsområde. Sjön har en area på 0,151 kvadratkilometer och ligger 939,1 meter över havet. Sjön avvattnas av vattendraget Tangåa.

## Delavrinningsområde
Tangsjöarna ingår i det delavrinningsområde (683083-133754) som SMHI kallar för Utloppet av Tangsjöarna. Medelhöjden är 950 meter över havet och ytan är 1,94 kvadratkilometer. Det finns inga avrinningsområden uppströms utan avrinningsområdet är högsta punkten. Tangåa som avvattnar avrinningsområdet har biflödesordning 3, vilket innebär att vattnet flödar genom totalt 3 vattendrag innan det når havet efter 534 kilometer. Avrinningsområdet består mestadels av kalfjäll (92 procent). Avrinningsområdet har 0,15 kvadratkilometer vattenytor vilket ger det en sjöprocent på 7,8 procent.